# Чаяндинське нафтогазоконденсатне родовище

Чаяндинське нафтогазоконденсатне родовище на схемі газогону Сила Сибіру

Чаяндинське нафтогазоконденсатне родовище — унікальне (за міжнародною класифікацією — супергігантське) за запасами газу родовище у Східному Сибіру, найбільше в Республіці Саха (Якутія). 

## Опис
Розташоване на річці Чаянді, лівій притоці Нюї, яка в свою чергу є лівою притокою Лени. Знаходиться за 150 км на захід від Ленська. Відноситься до Непсько-Ботуобинської нафтогазоносної області Лено-Тунгуської нафтогазоносної провінції.
Відкрите в 1989 році свердловиною № 321. В результаті подальших пошукових робіт до складу Чаяндинського було інтегровано два інших об'єкти — Озерне та Нижньо-Хамакінське родовища. Основні поклади вуглеводнів знаходяться на глибині 1450–1850 метрів у відкладеннях венду. За типом поклади відносяться до пластових, литологічно та тектонічно екранованих. Колектори — пісковики.
Запаси Чаяндинського родовища за російською класифікаційною системою за категоріями С1+С2 складають 1,24 трлн м³ газа та 68 млн.т нафти і конденсату.  Газ родовища, як і деяких інших у Лено-Тунгуськії нафтогазоносній провінції, містить значну кількість гелію, яка оцінюється у 1,4 млрд м³.
Нафта родовища важка, смолиста та парфіниста. Низькі пластові температури суттєво знижують ефективність її витіснення газом. Наслідком є невисока продуктивність свердловин та малий коефіцієнт вилучення запасів, первісно оцінений у 8 %. Це, разом з відсутністю відповідних магістральних систем транспортування газу та можливою втратою запасів гелію в умовах відсутності його ринку в Росії, певний час стримувало освоєння Чаяндинського родовища.
Нарешті, у 2008 році ліцензію без конкурсу отримала державна компанія «Газпром». Пілотний проект з видобутку нафти стартував тут у 2014-му, а з наступного року почались підготовчі роботи по облаштуванню газової інфраструктури. За планами, річна потужність Чаяндинського промислу повинна досягнути 25 млрд м³ газу та 2,3 млн т нафти і конденсату. Родовище стане першим головним джерелом газопроводу «Сила Сибіру» (в майбутньому до цієї системи приєднають ще одне унікальне родовищі із сусідньої Іркутської області — Ковиктинське).
Також передбачається впровадження технології мембранного вилучення гелію прямо на промислі, що дозволить задіяти його запаси.
У 2019 році пробурено 508 тис. м проходки, закінчено будівництвом 142 експлуатаційні свердловини..
Відповідно до затвердженого проекту до 2023 року фонд свердловин Чаяндинського родовища має становити 335 одиниць.